# Biernatka
Biernatka – wieś w Polsce położona w województwie pomorskim, w powiecie człuchowskim, w gminie Czarne w pobliżu drogi wojewódzkiej nr . Miejscowość położona jest w odległości 2 km od stacji kolejowej Bińcze.
W latach 1975–1998 miejscowość administracyjnie należała do województwa słupskiego.
We wsi rosną cztery prastare dęby o obwodach 530–710 cm i wysokości 18–34 m , najokazalszy udokumentowany dąb miał w 2013 roku obwód 645 cm, a jego wiek ocenia się na 350 lat. Trzy spośród nich zostały wpisane na listę pomników przyrody. Biernatka jest specyficzna ze względu na stosunkowo mocne rozproszenie domostw, co sprawia, że mieszkańcy mają dużo przestrzeni życiowej.
Nieliczni gospodarze zajmują się produkcją ekologicznej żywności. Największą popularnością wśród mieszkańców okolicznych miejscowości cieszą się biernackie ogórki oraz miody. Przed wojną wieś ta była bardziej liczna. Znajdowały się tam takie obiekty jak młyn, karczma, kuźnia. Była również szkoła.
Dawna niemiecka nazwa miejscowości to Barenhütte (tzn. gawro niedźwiedzia).
W granicach administracyjnych wsi znajduje się Jezioro Trzcinieckie.